# Battaglia di Dunnichen
La battaglia di Dunnichen o di Nechtansmere fu combattuta tra i Pitti e i northumbriani il 20 maggio 685 a Nechtansmere.
Lo scontro fu favorevole ai Pitti, che così indebolirono molto il potere northumbriano nella Britannia del nord. La Northumbria aveva infatti esteso gradualmente il suo controllo sul nord, imponendo il proprio dominio sui regni celtici di Strathclyde e Dál Riata e su quello pitta di Fortriu. Re Ecgfrith invase le terre dei Pitti nel 685, pare per fermare le loro incursioni nel sud. I due eserciti si scontrarono nei pressi di Dunnichen, dove re Bridei III uccise Ecgfrith, distruggendo il suo esercito e riducendo molti nemici in schiavitù.
Dopo questa sconfitta l'influenza northumbriana non si estese mai più oltre il Firth of Forth. Della battaglia parlano brevemente nell'VIII secolo Beda e anche gli annali irlandesi di Ulster e di Tigernach. Secondo Beda la battaglia sarebbe stata combattuta a Nechtansmere. Gli studiosi ubicano questo luogo a Letham, Angus, nei pressi di Dunnichen, ma recenti studi di Alex Woolf della St. Andrews University suggeriscono un altro possibile luogo che sarebbe Dunachton, nel Badenoch, sulla riva occidentale del lago Insh.

## Il grande regno
Durante il VII secolo il Regno di Northumbria aveva esteso i propri confini verso il nord, come confermato dagli Annali di Tigernach dov'è registrato un assedio a "Etain" nel 638, che potrebbe essere interpretato come la conquista di Edimburgo durante il regno di Osvaldo di Northumbria, evidenziando l'annessione del Regno dei Gododdin alle terre che si trovavano a sud del Dee.
A nord del Forth c'era il regno dei Pitti che si divideva in due zone, il Fortriu a nord del Dee ed una parte più meridionale fra la prima ed il Forth. Secondo le cronache di Beda il Venerabile i Pitti sarebbero stati soggiogati dai Northumbriani durante il regno di Osvaldo e tale sottomissione sarebbe proseguita sotto il suo successore Oswiu di Northumbria. Nel 670 ad Oswiu successe il figlio Ecgfrith di Northumbria, poco dopo i Pitti insorsero nel nord e vennero sconfitti nella Battaglia dei due fiumi combattuta nel 671 e ricordata da Stefano di Ripon agiografo di San Vilfrido di York. Date le dimensioni del regno Ecgfrith decise di avvalersi di una sorta di viceré nella persona di Beornhæth, che avrebbe dovuto essere a capo della parte meridionale, in questo modo la ribellione culminata nel conflitto del 671 venne contenuta, il re dei Pitti Drest VI dei Pitti deposto e sostituito dal più compiacente Bridei III dei Pitti.
Dal 679 in poi l'egemonia Northumbriana cominciò a disfarsi, le cronache irlandesi riportano una vittoria della Mercia in una battaglia che vide la morte di Aelfwine di Deira fratello di Ecgfrith. Dunnottar, presso Stonehaven, nella parte più settentrionale del regno meridionale venne posta sotto assedio nel 680 e Dundurn, vicino a Strathearn fu assediata nel 682, le parti in gioco non vennero registrate, ma si presume che chi comandava gli attacchi fosse Bridei che stava cercando di liberarsi dall'alleanza stretta con la Northumbria.
Sempre nel 681, secondo le cronache, Bridei devastò le Isole Orcadi nello stesso periodo in cui le chiese della Northumbria si trovavano nel pieno di una riforma che divideva la chiesa stessa. Questi eventi nascevano dallo scontro fra le tradizioni di Columba di Iona, santo, e quelle del Sinodo di Whitby che professava una maggiore aderenza alle tradizioni della chiesa di Roma. Oswiu ed ancora di più suo figlio Ecgfrith si mostrarono fedeli seguaci del Sinodo, convocato dal primo nel 664 e la chiesa locale si divise facendo nascere diocesi di diversa fazione.
In ogni caso la minaccia peggiore per Ecgfrith venne dagli attacchi compiuti presso Dunnottar, nel giugno 684 contando su un'alleanza con i Gaeli il re mandò un piccolo esercito a Brega in Irlanda, i soldati Northumbriani distrussero chiese e villaggi decimando la popolazione locale.

## Lo scontro
Le fonti coeve non dicono esplicitamente quale fu il casus belli che portò alla Battaglia di Dunnichen, ma si può desumere che sia stato un tentativo da parte di Ecgfrith di riaffermare la propria egemonia su un regno in subbuglio e sui Pitti in particolare. La descrizione più compiuta dello scontro viene dall'opera di Beda Historia ecclesiastica gentis Anglorum, altri dettagli vengono dagli Annali dell'Ulster e dagli Annali di Tigernach e dalle opere dello storico gallese Nennio.
L'attacco ai Pitti venne sferrato da Ecgfrith contro il parere di Cutberto di Lindisfarne, consiglio che sarebbe stato meglio seguire, poiché i Pitti, che simularono una ritirata all'appressarsi dei Northumbriani, li colsero in un'imboscata il sabato 20 maggio 685 vicino al lago Linn Garan. Ecgfrith fu ucciso e il suo esercito disperso.

## Luogo
Il luogo in cui si combatté è incerto, la battaglia è tradizionalmente conosciuta con il nome di Nechtansmere che deriva dall'Antico inglese Nechtans'lake, denominazione diffusasi nel corso del XII secolo ad opera di Simeone di Durham. L'ipotesi di un combattimento presso un lago è rinforzata da Nennio, che la pone però altrove, precisamente presso il Linn Garan, nome pitta per Crane Lake. Beda non fa riferimento a superfici lacustri, ma piuttosto ad una rete di inaccessibili montagne, il che si accorda con le parole di Nennio che cita alcune alture nei pressi dell'acqua. Gli Annali irlandesi infine si riferiscono ad un luogo chiamato Dun Nechtain, il forte di Nechtain, dicitura che sopravvive ancora oggi anche se in due contesti separati.
Il villaggio di Dunnichen, nell'Angus, fu considerato come sito probabile per la prima volta nel primo XIV secolo dallo storico George Chalmers, che notò come il nome del paese fosse scritto
Dun Nechtan nei documenti conservati all'Abbazia di Arbroath. Spingendosi oltre rilevò che ad est dell'abitato esistevano degli acquitrini che, in mappe antiche, venivano rappresentati come un piccolo lago. Tradizioni locali volevano che il luogo fosse già stato teatro di uno scontro, quello fra Re Artù e Mordred nella Battaglia di Camlann (che vide la morte del mitico sovrano). Ipotesi più recenti spostano il teatro nei pressi di ciò che resta del vicino Restenneth Loch, prosciugato in parte nel XVII secolo. Nei pressi di Dunnichen sorgono le pietre di Aberlemno ed una, posta nel cortile di una chiesa e raffigurante una battaglia, si pensa che possa suffragare l'ipotesi di Dunnichen come luogo della battaglia. Tuttavia a discredito di quest'idea occorre considerare il fatto che queste pietre risalgono, più o meno alla metà dell'VIII secolo, se non oltre come suggerito dallo stile ornamentale di quella pietra in particolare.
Lo storico Alex Wolf, in tempi decisamente più recenti, pone dubbi su Dunnichen perché manca la catena di montagne citate da Beda, che solitamente era piuttosto preciso, e porta l'ipotesi di Dunachton, nel Badenoch, che porta la stessa origine etimologica di Dunnichen. Altri storici si pongono in disaccordo, notando come siano mancanti altri elementi come ad esempio il, o un, lago.

## Conseguenze
La sconfitta e la morte di Ecgfrith portarono la fine del dominio della Northumbria sul nord, i Pitti si riappropriarono delle terre che avevano perso, sia per mano dei Northumbriani, che degli Scoti dai quali ripresero il Dalriada.